# Lándzsásmoly
A lándzsásmoly (Mompha) a valódi lepkék (Glossata) alrendjébe tartozó sarlós ajkú molyszerűek (Gelechioidea) öregcsaládban a lándzsás szárnyú molyfélék (Momphidae) családjának legismertebb, névadó neme.
Az északi félgömbön, főleg a hegyvidékeken terjedt el (Mészáros, 2005). Hazánkban tizenhat faja él (Pastorális, 2011).
A lepkék éjszaka aktívak, a mesterséges fényre szívesen repülnek.
A hernyók főként a ligetszépefélék (Onagraceae) családjába tartozó növényeken élnek (Mészáros, 2005).

## A magyarországi fajok
- angol lándzsásmoly (Mompha bradleyi Riedl, 1965) — Magyarországon szórványos (Fazekas, 2001; Pastorális, 2011);
- bükki lándzsásmoly (Mompha confusella Koster & Sinev, 1996) — Magyarországon többfelé előfordul (Pastorális, 2011);
- riadt lándzsásmol (Mompha conturbatella Hb., 1819) — Magyarországon szórványos (Pastorális, 2011);
- füzikefúró lándzsásmoly (Mompha divisella, M. decorella Herrich-Schäffer, 1854) — Magyarországon többfelé előfordul (Fazekas, 2001; Pastorális, 2011);
- agyagsárga lándzsásmoly (Mompha epilobiella, M. fulvescens Denis & Schiffermüller, 1775) — Magyarországon közönséges (Fazekas, 2001; Pastorális, 2011; Pastorális & Szeőke, 2011);
- derécerágó lándzsásmoly (Mompha idaei Zeller, 1839) — Magyarországon kevés helyen találták meg (Mészáros, 2005; Pastorális, 2011);
- füzikelakó lándzsásmoly (Mompha lacteella Stephens, 1834) — Magyarországon szórványos (Pastorális, 2011);
- fekete lándzsásmoly (Mompha langiella, M. epilobiella Hb., 1796) — Magyarországon többfelé előfordul (Pastorális, 2011);
- deréceaknázó lándzsásmoly (Mompha locupletella, M. schrankella, Psacaphora locupletella Denis & Schiffermüller, 1775) — Magyarországon szórványos (Fazekas, 2001; Pastorális, 2011);
- napvirágfúró lándzsásmoly (Mompha miscella Denis & Schiffermüller, 1775) — Magyarországon sokfelé előfordul (Pastorális, 2011; Pastorális & Szeőke, 2011);
- okkerszínű lándzsásmoly (Mompha ochraceella Curtis, 1839) — Magyarországon közönséges (Fazekas, 2001; Buschmann, 2003; Pastorális, 2011; Pastorális & Szeőke, 2011);
- füzikeaknázó lándzsásmoly (Mompha propinquella Stainton, 1851) — Magyarországon többfelé előfordul (Fazekas, 2001; Pastorális, 2011; Pastorális & Szeőke, 2011);
- derécefúró lándzsásmoly (Mompha raschkiella Zeller, 1839) — Magyarországon többfelé előfordul (Pastorális, 2011);
- kétsávos lándzsásmoly (Mompha subbistrigella Haworth, 1828) — Magyarországon szórványos (Pastorális, 2011);
- derécemag-lándzsásmoly (Mompha sturnipennella, M. nodicolella Treitschke, 1833) — Magyarországon szórványos (Fazekas, 2001; Pastorális, 2011);
- varázslófű-lándzsásmoly (Mompha terminella Humphreys & Westwood, 1845) — Magyarországon sokfelé előfordul (Pastorális, 2011;

## Egyéb fajok
- Mompha nancyae
- Mompha solomoni[1]